# Star-Bicycle

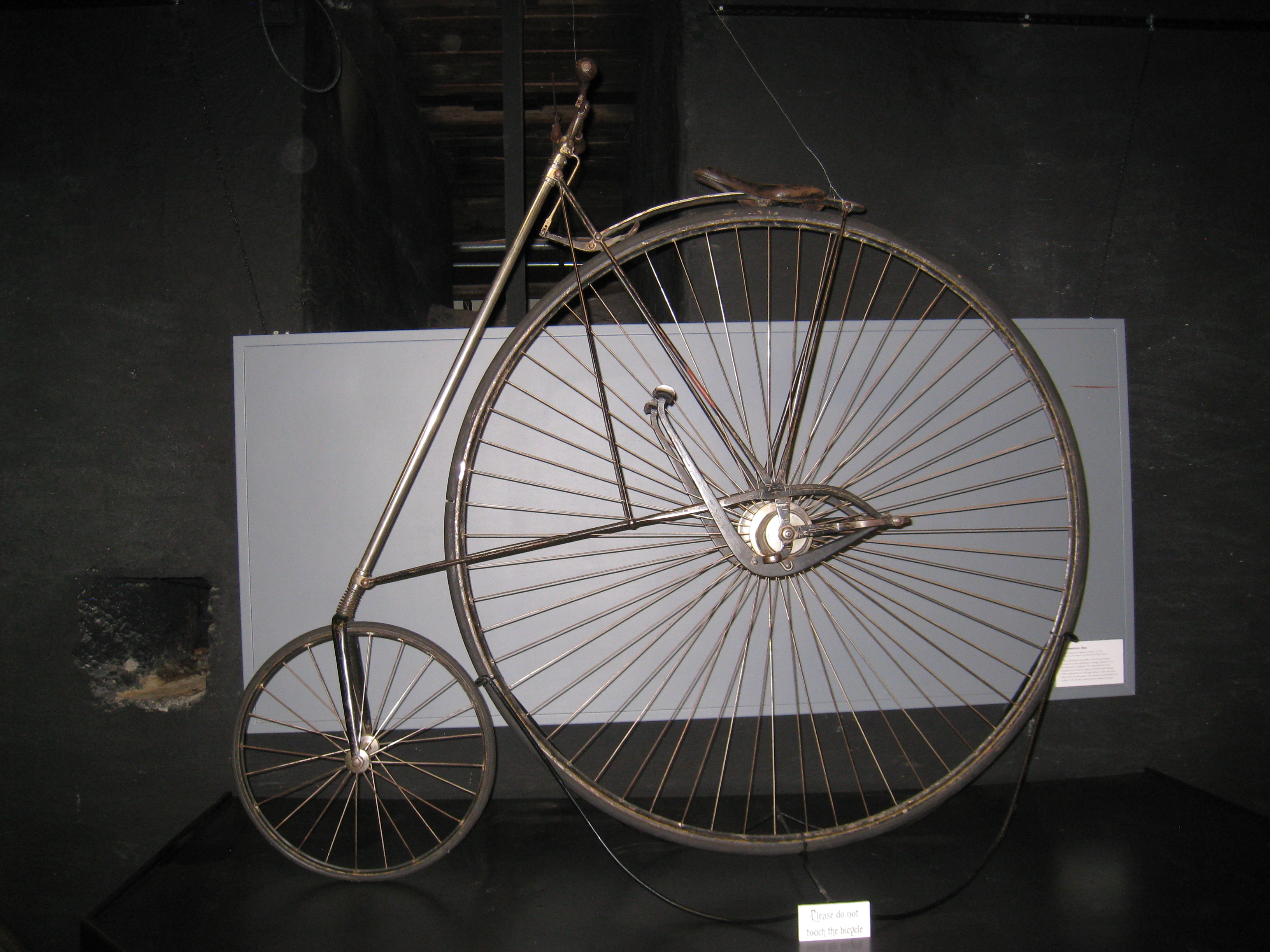
Star-Bicycle (1885)

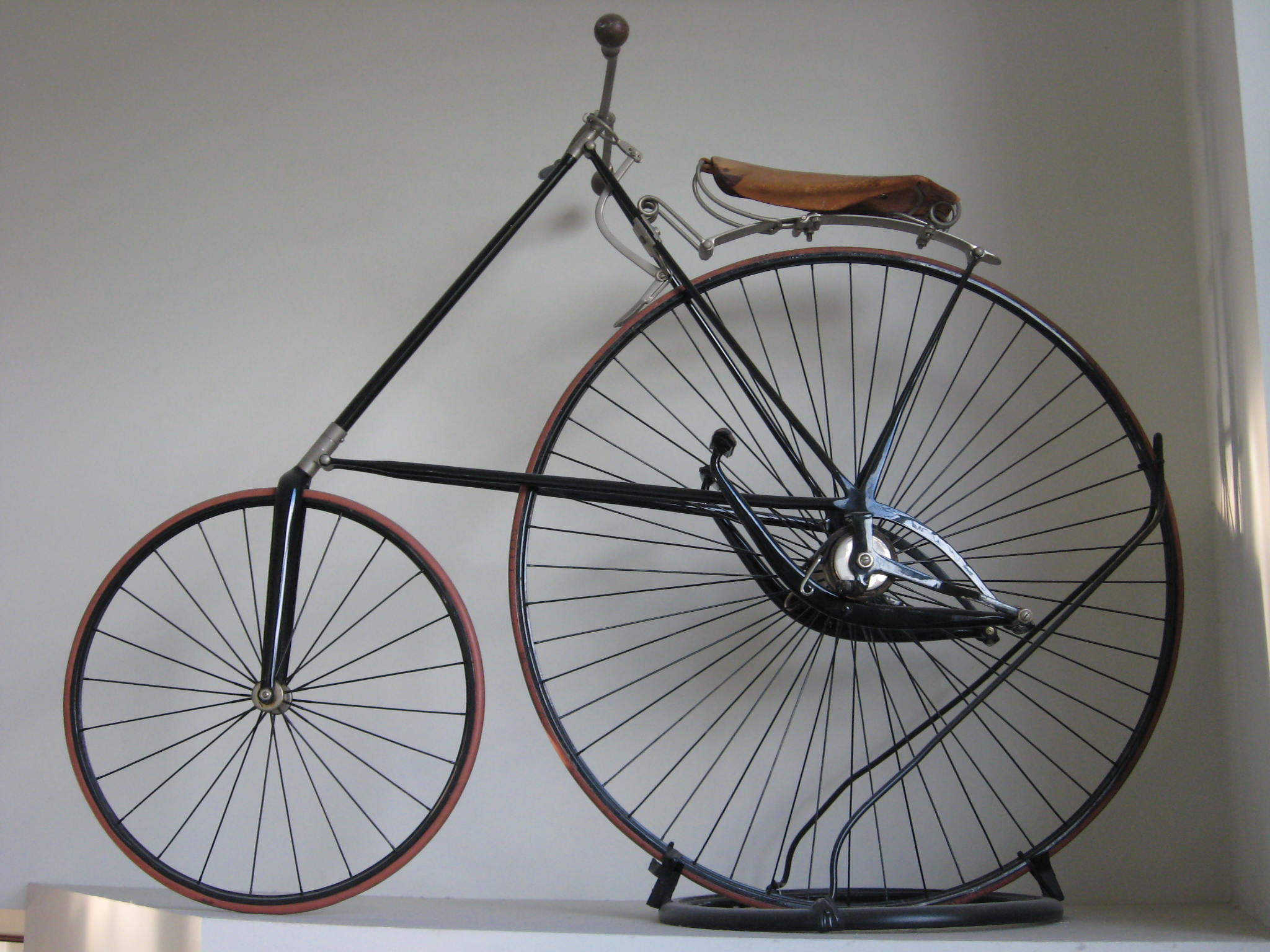
New Star (1889)

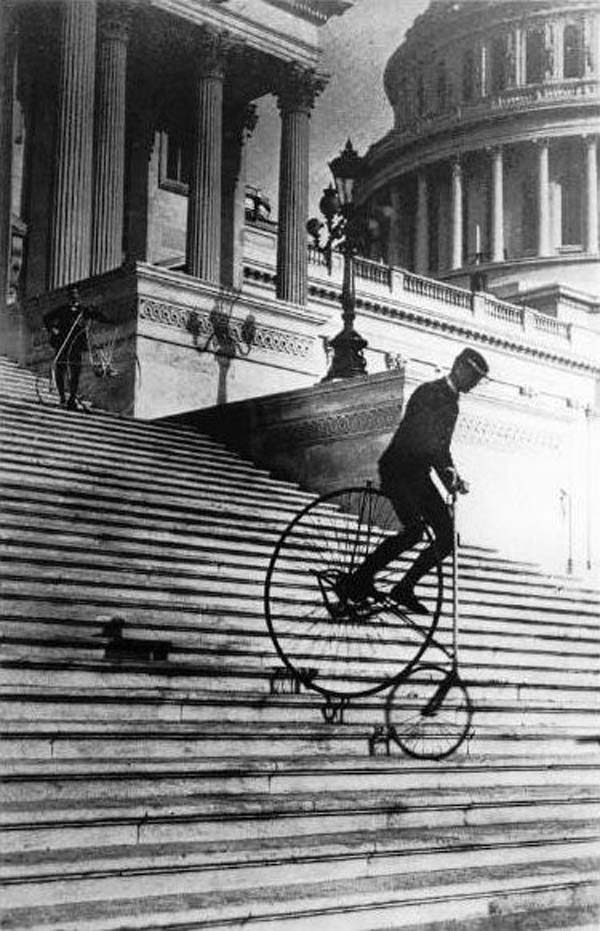
Fahrt von Will Robertson vom Kapitol (Washington) (1885)

Fahrt auf der Geländermauer der Cabin John Bridge (1886)

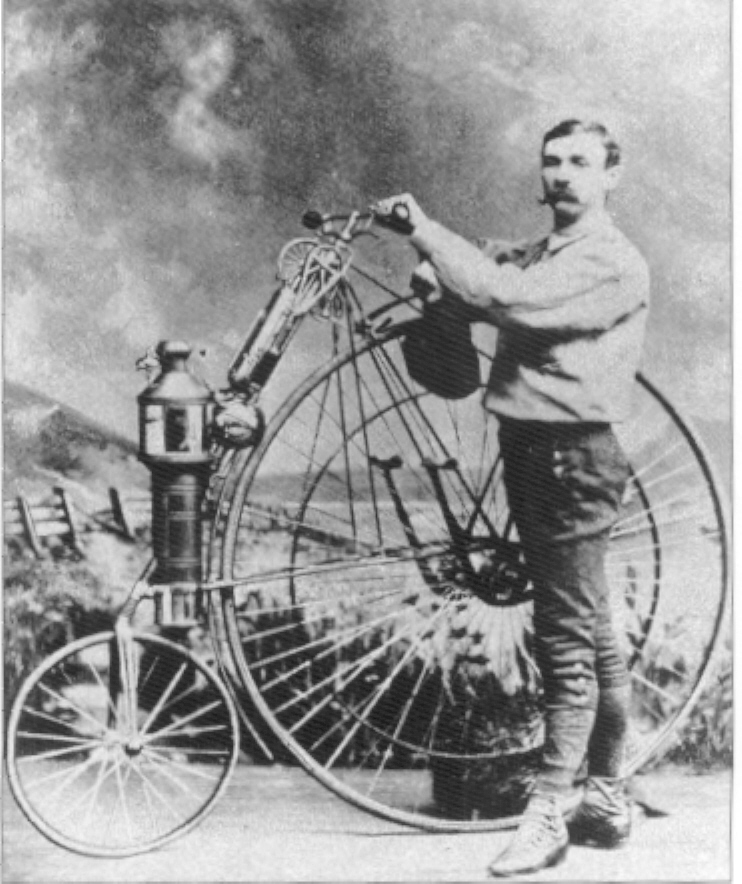
Copelands Dampfrad (1885)

Das Star-Bicycle, auch American Star Bicycle, war ein amerikanisches Fahrrad mit Trethebelantrieb, das von 1881 bis 1887 in über 5000 Stück produziert wurde. Es ähnelte durch die Kombination eines sehr großen, durch Muskelkraft der Beine angetriebenen Rads mit einem vergleichsweise kleinen passiven Laufrad oberflächlich einem der zur gleichen Zeit populären Hochräder. Anders als beim Hochrad wurde beim Star-Bicycle allerdings nicht das Vorderrad, sondern das Hinterrad angetrieben. Es fuhr also mit dem kleinen Rad voraus. Außerdem nutzte das Star-Bicycle zum Antrieb keine rotierenden Tretkurbeln, sondern Hebel, die mit Muskelkraft nach unten getrieben wurden und durch Federn in die Ausgangslage zurückkehrten.

## Entwicklung
Die Entwicklung dieses Fahrrads begann bereits 1880 mit dem US-Patent von George Washington Pressey vom 26. Oktober 1880 und dem US-Patent von William Klahr vom 2. Oktober 1883. Das Patent von Pressey wurde von der H.B. Smith Machine Company in Smithville, New Jersey, am 8. Januar 1881 erworben und als Star-Bicycle in kleinen Stückzahlen gebaut.
Erst durch die Weiterentwicklung des Modells durch den Betriebsleiter von H.B. Smith, William S. Kelley, und dessen Patent vom 7. Juli 1885 wurden größere Stückzahlen möglich.
Darüber hinaus gab es 1880 britische Patente von P.A. Maigen (No. 4012) und 1885 von Kelley (No. 8240). In Deutschland wurde das Zweirad von Kretzschmar & Co in Dresden in Lizenz hergestellt. Wirtschaftlichen Erfolg hatte das Star-Bicycle jedoch nur in den Vereinigten Staaten. Der Siegeszug des Sicherheitsniederrads von John Kemp Starley sorgte für das Ende dieser Produktion am 15. Mai 1887.

## Technik
Das Fahren mit dem Hochrad war gefährlich, sodass verschiedene Erfinder Sicherheitsfahrräder entwickelten. Die gefürchteten Kopfstürze waren bereits mit dem nicht ganz so hohen Kangaroo von 1884 reduziert, jedoch nicht völlig ausgeschlossen. Der Hinterradantrieb bot dafür die bessere technische Möglichkeit. Der Durchmesser des Star-Vorderrads betrug zwischen 16 und 20 Zoll (41 bis 51 Zentimeter), der des Hinterrads zwischen 52 und 56 Zoll (132 bis 142 Zentimeter).
Später wurde ein Modell unter dem Namen „New Star“ mit 24-Zoll-Vorderrad und 39-Zoll-Hinterrad präsentiert, 1891 ein Modell mit Luftreifen.

Der Antrieb wirkte über zwei Schwingpedale auf Freiläufe mit Sperrklinken am Hinterrad. Rückholfedern zogen die Pedale wieder in ihre Ausgangslage zurück. Die Schwingpedale konnte man unabhängig voneinander betätigen.
Durch gleichzeitiges Drücken konnte so eine stärkere Beschleunigung erzielt werden, die beispielsweise bei Fahrradrennen genutzt wurde. Die Verbindung zum Freilauf ließ sich in zwei Positionen einhängen, sodass eine Art Gangschaltung entstand.
Um die Sicherheit des Fahrrads zu demonstrieren, wurden spektakuläre Fahrten, unter anderem die Stufen des Kapitols in Washington hinunter und auf einer Brückenmauer, durchgeführt. Die Vorteile des Antriebs und der Sicherheitsaspekt konnten die Nachteile der leichten Lenkreaktion kaum ausgleichen.
Der Kunstradfahrer Nick Kaufmann nutzte ein Star-Bicycle für seine akrobatischen Tricks und erfand 1883 damit per Zufall die Sportart Radball.

„Eines Tages […] lief mir ein kleiner Hund vors Rad. Rasch hob ich das Vorderrad und beförderte damit den Mops so sanft es ging aus dem Weg – mich vor einem Sturz rettend, das Tier vor Verletzungen.“

 Daraus sei die Idee entstanden, einen Ball zu nehmen. Am 14. September 1883 demonstrierte Kaufmann dieses Spiel erstmals mit einem anderen Kunstradfahrer. Arthur Augustus Zimmerman bestritt in seiner Anfangszeit als Radrennfahrer Rennen mit dem Star-Bicycle.
Lucius D. Copeland entwickelte schon 1885 aus dem Star-Bicycle ein Dampfrad, das er in etwa 200 Exemplaren herstellte.